# Hizkia

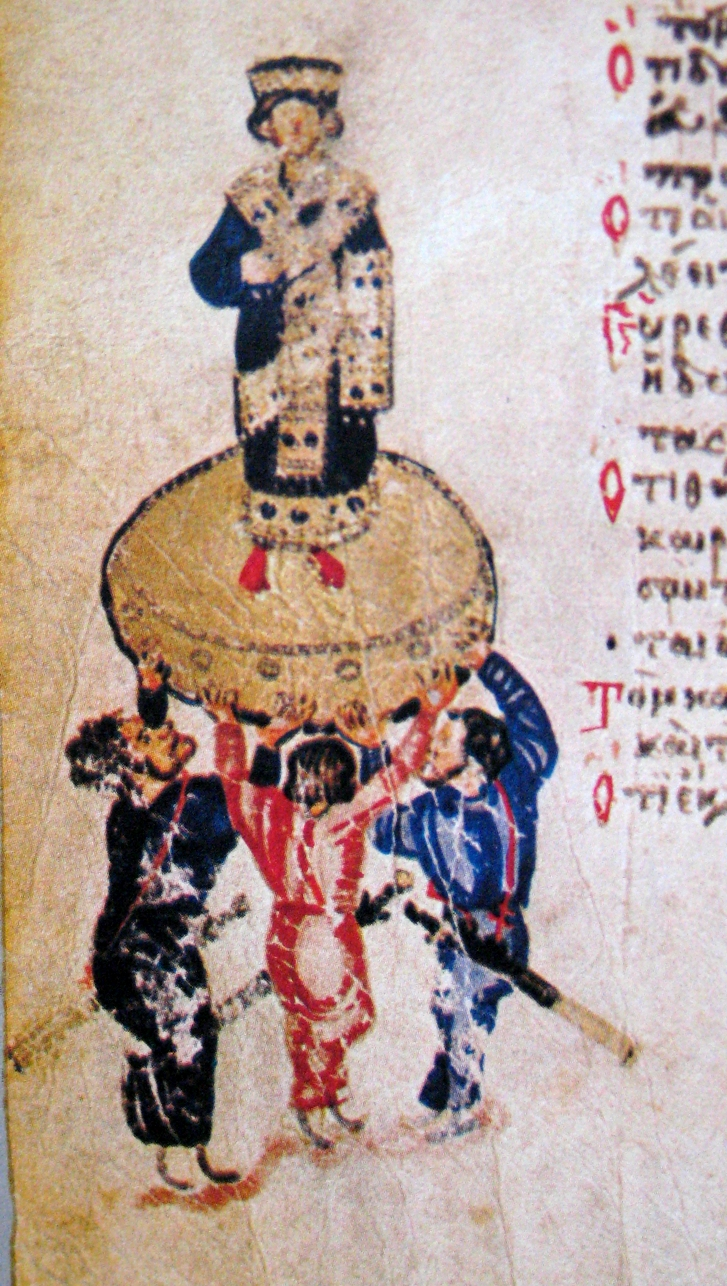
Miniatuur in de Chloedov-psalter.

Hizkia of Jechizkia (Hebreeuws korte vorm: חִזְקִיָּה ḥizqîjāh, lange vorm: חִזְקִיָּהוּ ḥizqîjāhû, "mijn kracht is JHWH" of "JHWH heeft mij sterk gemaakt") was van 725 - 696 v.Chr. koning van het koninkrijk Juda. Hizkia werd opgevolgd door zijn twaalfjarige zoon Manasse.
Na de ondergang van het noordelijke koninkrijk Israël groeide de betekenis van Jeruzalem. Onder Hizkia werd deze stad, mede in het licht van de talloze vluchtelingen uit het noorden, flink vergroot en in Juda was alles op de hoofdstad Jeruzalem gericht. Vanwege deze economische opleving en het zelfbeeld dat hierdoor ontstond, waagde Hizkia met enkele bondgenoten het Assyrische Rijk aan te vallen. De Assyrische koning Sanherib belegerde hierop Jeruzalem (701 v.Chr.) en trok zich weer terug zonder de stad te verwoesten. In de Hebreeuwse Bijbel werd dit toegerekend aan de hulp van JHWH en leidde het tot een positieve waardering van Hizkia.

## Naam
Hoewel bovengenoemde (Hebreeuwse) vorm van de naam Hizkia gebruikelijk is, komt in 2 Koningen 20:10 en in 1 en 2 Kronieken ook de vorm יְחִזְקִיָּהוּ, jəḥizqîjāhû, "JHWH maakt me sterk" voor. Hiervan is de korte vorm יְחִזְקִיָּה, jəḥizqîjāh (Hosea 1:1; Micha 1:1; Ezra 2:16). Het gebruik van de lange vorm in Kronieken toont de voorkeur voor deze vorm in de laatperzische en hellenistische tijd. Alfred Jepsen en Robert Hanhart zagen in de verschillende vormen van de naam aanwijzingen voor de verschillende tijdvakken waarin de tekst is ontstaan.
In Assyrische inscripties wordt voor koning Hizkia de aanduiding Ha-za-qi-ia-(ú) gebruikt. De naam wordt op eenzelfde manier geschreven in een koopakte uit Dūr Katlimmu (603 v. Chr.). In inscripties komt de naam van koning Hizkia voor als חזקיהו, ḥzqjhw op een zegel alsook op een afdruk van een zegel van een koninklijke beambte die zichzelf aanduidde als "dienstknecht van Hizkia".
De Septuagint geeft de naam als Ἐζεκίας, Ezekías weer, de Vulgaat als Ezechias.

## Familie
Volgens de traditie in de Hebreeuwse Bijbel was Hizkia een telg uit de dynastie die tot op David kon worden teruggevoerd en in het zuidelijke koninkrijk Juda regeerde. Volgens die traditie was hij een zoon van Achaz (2 Koningen 18:1) en heette zijn moeder Abi. Zij was een dochter van Zecharja, die zes maanden koning van Israël was, tussen de koningen Jerobeam II en Sallum in (zie lijst van koningen van Israël - 2 Koningen 18:2).

### Hizkia's vader
De regeringsperiode van Achaz leidt tot twijfel of Hizkia wel zijn zoon kon zijn. Volgens 2 Koningen 16:2 werd Achaz koning toen hij 20 was en regeerde hij 16 jaar. Als Hizkia de macht overnam toen hij 25 jaar oud was (2 Koningen 18:2; 2 Kronieken 28:1), kan zijn vader bij de geboorte van zijn zoon hoogstens 11 jaar oud zijn geweest. In 2 Kronieken 28:7 wordt een andere zoon van Achaz genoemd, een zekere Maäseja, die in de oorlog tussen Israël en Juda sneuvelde. Deze moet dus tussen 734 en 732 v.Chr. volwassen zijn geweest, waardoor Achaz bij de geboorte van die zoon wel buitengewoon jong moet zijn geweest, wat de aanduidingen in 2 Koningen 16:2 en 2 Kronieken 28:1 nog onwaarschijnlijker maakt. Soms wordt geprobeerd het probleem op te lossen door een co-regentschap te veronderstellen van Achaz en Jotam; de hypothese is dat Achaz met 20 jaar co-regent werd en na een onbekend aantal jaren co-regentschap 16 jaar alleen regeerde. Een andere theorie is dat Hizkia de broer van Achaz was.
Hizkia was echt een zoon van Achaz. Dit wordt ondersteund door de inscriptie van een zegel waarvan twee afdrukken zijn bewaard: "van Hizkia, (zoon van) Achaz, koning van Juda". Het probleem zit in de chronologie van de opvolging van Jotam door Achaz. Er kan worden aangenomen dat Achaz ouder was dan in 2 Koningen 16:2 wordt vermeld.

### Hizkia's moeder
De prominente vermelding van een koningin-moeder bij de troonsbestijging van de zoon in de boeken 1 en 2 Koningen doet vermoeden dat zij een invloedrijke positie aan het hof had. Parallel hieraan wordt ook bij de troonsbestijging van Manasse, die Hizkia opvolgde, zijn moeder Chefsiba vermeld (2 Koningen 21:1). De vermelding van de moeders van Hizkia en Manasse laat zien dat het voor de schrijver een vanzelfsprekendheid was dat deze koningen meerdere vrouwen konden hebben, wat niet hoeft te betekenen dat hij daarover specifiekere informatie had.

### Hizkia's kinderen
Van Hizkia's kinderen is alleen Manasse met name bekend. In de Assyrische bronnen wordt ook gesproken over Hizkia's dochters die voor Sanherib als buit naar Assyrië werden weggevoerd.

## Politieke situatie
Hizkia werd koning toen het Nieuw-Assyrische Rijk sterk in opkomst was, net na het overlijden van Tiglat-Pileser III, de stichter van het Assyrische wereldrijk. Hizkia's vader Achaz had de hulp van Tiglat-Pileser ingeroepen toen koning Pekach van het noordelijke koninkrijk Israël een verbond was aangegaan met Aram om zijn zuidelijke koninkrijk Juda aan te vallen. Hierdoor werd het koninkrijk Juda praktisch een vazalstaat van de Assyriërs.
In 722 v.Chr., het vierde regeringsjaar van Hizkia, veroverden de Assyriërs het noordelijke koninkrijk Israël (2 Koningen 18:9f). Hierdoor liep ook Hizkia's rijk gevaar. Hizkia toonde zich naar buiten toe loyaal ten opzichte van de Assyriërs, maar bereidde tegelijkertijd Jeruzalem, de hoofdstad van Juda, voor op een beleg. Hij versterkte de stadsmuren en liet een 533 meter lang ondergronds kanaal  aanleggen. Deze Siloamtunnel (ook Hizkia-tunnel genoemd) liep van de (bij de stad gelegen) Gihon-bron naar de (ook door Hizkia aangelegde) Vijver van Siloam binnenin de stad. De bouw van dit kanaal was voor die tijd een technisch hoogstandje.
Toen in 704 v.Chr. de Babyloniërs tegen de Assyriërs ten strijde trokken, steunde Hizkia de opstand tegen de Assyriërs, tezamen met andere Syrische vorsten en in de hoop op steun van Egypte. De Assyrische koning Sanherib ondernam hierop een veldtocht tegen de Syriërs en veroverde het zuiden van de regio (701 v.Chr.) voordat Egyptische hulp kon arriveren. Op deze veldtocht verwoestte Sanherib de Judese stad Lachis. Muurreliëfs in Sanherib's paleis te Nineve tonen Sanherib terwijl hij, zittend op zijn ivoren troon, op 300 m afstand (een goed boogschot verwijderd), toeziet op de verwoesting van deze stad. Na de val van Lachis betaalde Hizkia 30 talenten goud en 300 talenten zilver aan Sanherib. Desondanks stuurde Sanherib een leger af op Jeruzalem om ook die stad te belegeren:
Wat Hizkia de Judeeër aangaat, hij onderwierp zich niet aan mij, ik belegerde 46 van zijn versterkte steden, ommuurde vestingen en talloze dorpen en overmeesterde ze door aangestampte taluds en stormrammen, voetvolkaanvallen, mijnen, stootblokken, alsook sappeurswerk... Hemzelf maakte ik tot gevangene in Jeruzalem, in zijn koninklijke residentie, als een vogel in een kooi.
Deze belegering werd echter afgebroken. In de Bijbel wordt gesproken van de totale vernietiging van het leger van Sanherib door een engel van God waardoor Sanherib zich genoodzaakt zag huiswaarts te keren. Volgens de Griekse geschiedschrijver Herodotus werd het leger van de Assyriërs getroffen door een muizenplaag. Een andere theorie is dat Sanherib het beleg staakte nadat Hizkia hem goud en zilver had betaald. Assyrische bronnen, die uit archeologische opgravingen zijn gevonden, bevestigen deze theorie.

## Religieuze hervormingen
De religieuze betekenis van Hizkia blijkt uit de deuteronomistische beoordeling in 2 Koningen 18:5, waar hij als een voorbeeldige koning wordt beschreven. Alleen de latere koning Josia kreeg een vergelijkbare beoordeling (2 Koningen 23:25), waarbij beide oordelen niet strijdig zijn maar in samenhang met elkaar werden geformuleerd. Waar bij Josia impliciet wordt verwezen naar Deuteronomium 6:5 en de nadruk wordt gelegd op zijn gehoorzaamheid aan de wet van Mozes, wordt bij Hizkia zijn vertrouwen in JHWH, de God van Israël, beklemtoond. Terwijl de waardering voor Josia uitvergroot werd door de legende van het herontdekken van de Thora (2 Koningen 22), werd de waardering voor Hizkia's bevoorrechte positie voor God uitgedrukt door de beschrijving van zijn gebeden (2 Koningen 19:15-19; 20:3; Jesaja 38:9-20).
Deze gebeden, zoals in Jesaja 38, vertonen qua stijl een opvallende overeenkomst met de stijl van het brief-gebed zoals dat in de tijd van Isin en Larsa in Mesopotamië in opkomst was, bijvoorbeeld in Larsa onder Sin-iddinam.
Tijdens zijn bewind stelde Hizkia religieuze veranderingen in. Hij speelde onderdanigheid aan de Assyrische grootvorst en bracht tegelijk religieuze hervorming in gang om insluipend heidendom uit te roeien. Hij schafte de verering van de Assyrische goden af, vernietigde de Nehushtan en concentreerde zich op de verering van JHWH. Hij had alle plaatselijke heiligdommen verboden om de eredienst in Jeruzalem te centraliseren. Volgens de Bijbel was Hizkia hier zeer voortvarend in en wordt hij daarom als een van de - weinige - Godvrezende koningen van Juda aangemerkt.

## Datering
Het Bijbelse verslag in 2 Koningen 18-20 is qua datering niet verenigbaar met de Assyrische en Babylonische bronnen:
1. Samaria, de hoofdstad van het noordelijke Israël, werd in 722/21 v.Chr. verwoest door Salmanasser V en in 720 v.Chr. door Sargon II. Pas onder die laatste werden grote deportaties ondernomen.
2. De derde veldtocht van Sanherib vond volgens de Assyrische bronnen op basis van de Assyrische eponiemencanons in 701 v.Chr. plaats (Sanherib besteeg in 705 v.Chr. de troon).
In de Bijbel vinden we de volgende aanduidingen:
3. Volgens 2 Koningen 18:2 werd Hizkia koning toen hij 25 was en duurde zijn regering 29 jaar.
4. Volgens 2 Koningen 18:9f werd Samaria door Salmanasser belegerd in het vierde regeringsjaar van Hizkia en in diens zesde regeringsjaar ingenomen. Aangezien daarmee de gebeurtenissen in 722 en 720 moeten zijn bedoeld, moet 725 v.Chr. het eerste regeringsjaar van Hizkia zijn geweest.
5. Volgens 2 Koningen 18:13 / Jesaja 36:1 vond Sanheribs veldtocht tegen Juda, waarbij hij Jeruzalem belegerde, plaats in het veertiende jaar van Hizkia. In dat geval zou 714 v.Chr. het eerste regeringsjaar van Hizkia zijn geweest en 715 zijn opvolgingsjaar.
6. In 2 Koningen 20:6 werden Hizkia na zijn ziekte nog 15 jaar leven beloofd.
Aangezien de datering van de Assyrische veldtochten door veel verschillende bronnen wordt ondersteund, moet het probleem in 2 Koningen 18-20 liggen. In de tekst wordt de periode tussen de verovering van Samaria en de derde veldtocht van Sanherib te kort ingeschat. Het is niet mogelijk dat de inname van Samaria (720 v.Chr.) in het zesde jaar van Hizkia en de belegering van Jeruzalem in zijn veertiende jaar plaatsvonden. Minstens een van beide aanduidingen moet onjuist zijn. Vermoedelijk is door de redacteur van de overleveringen uit de 29 jaar van de regeringstijd (2 Koningen 18:2) en de belofte van nog 15 jaar leven na Hizkia's ziekte (2 Koningen 20:6) geconcludeerd dat de belegering (2 Koningen 18:13) in het veertiende jaar van Hizkia plaatsvond. Hiervoor pleit dat de legende over Hizkia's ziekte temporeel met "omstreeks dezelfde tijd" aan het slot van de Assyrische belegering wordt verbonden. Hiermee bood 2 Koningen 18:13 / Jesaja 36:1 een compositorisch teruggerekende aanduiding die ook leidde tot formele problemen met het vers. Als we het definitief einde van Samaria plaatsen in 720 v.Chr. (vergelijk 2 Koningen 18:9f), dan leidt dit tot een regeerperiode van 725-696 v.Chr.
Andere dateringen baseren zich daarentegen op de vermelding van het veertiende jaar in 2 Koningen 18:13 en komen daarmee op 715-687 v.Chr. of veronderstellen dat Samaria al onder Salmanasser V werd ingenomen en komen op 727-698 v.Chr. uit.